# Carlstad Crusaders

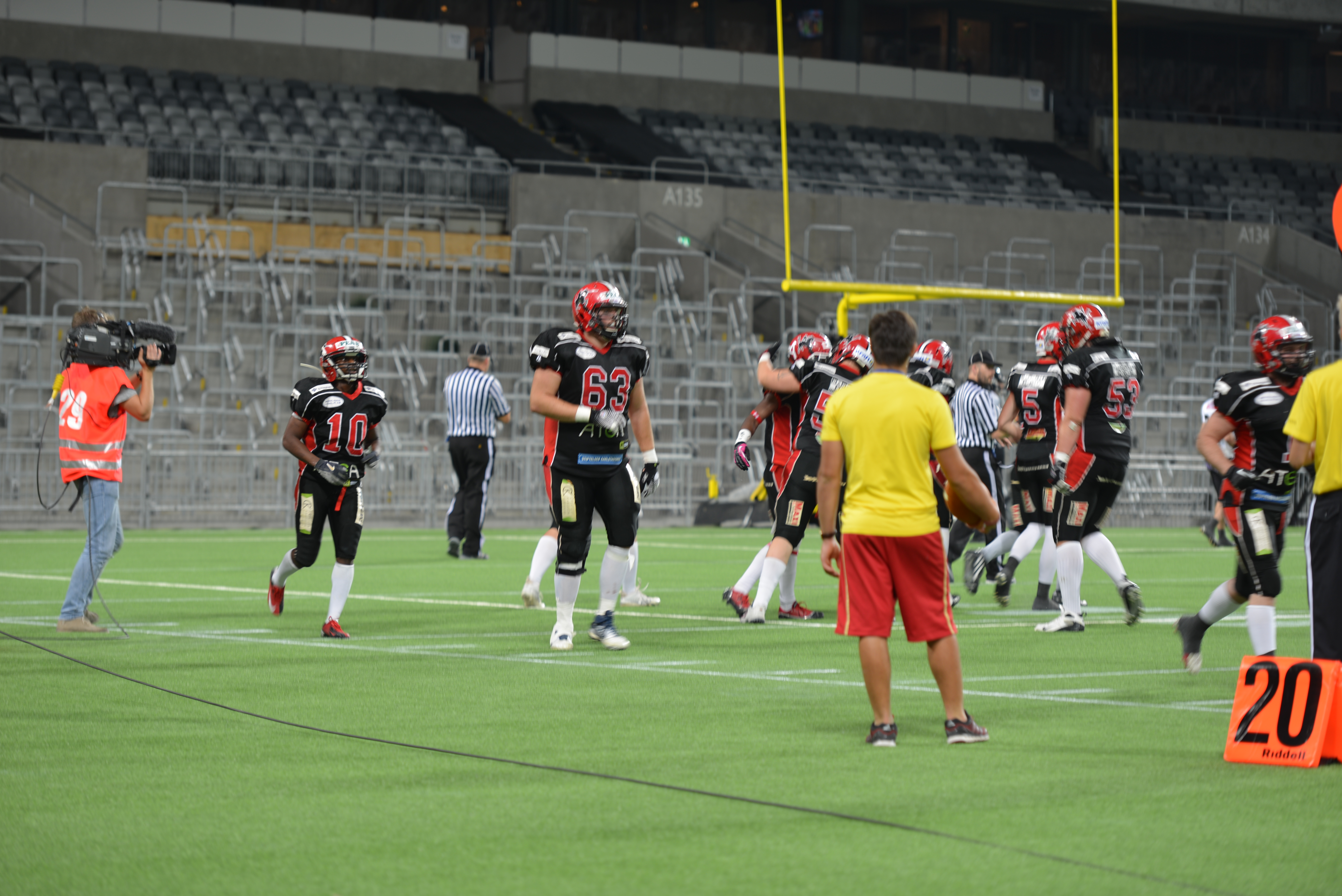
Les Carlstad Crusaders viennent de marquer un touch down contre les Black Knights d'Örebro.

Les Carlstad Crusaders est un club suédois de football américain basé à Karlstad. Ce club fut fondé en 1991.

## Palmarès
- Swedish Bowl
  - Champion : 2010, 2011, 2012, 2013, 2014, 2015, 2016, 2017, 2020
  - Vice-champion : 2002, 2003, 2004, 2005, 2006, 2007, 2009, 2018, 2019

- EFAF cup
  - Vainqueur : 2003

- Ligue des Champions de l'IFAF Europe
  - Vainqueur : 2015[1]